# كيرسي هيلين
كيرسي هيلين (بالفنلندية: Kirsi Helen)‏ هي متزحلقة فنلندية، ولدت في 6 مايو 1982 في Forssa ‏ في فنلندا.

## وصلات خارجية
- كيرسي هيلين على موقع الاتحاد الدولي للتزلج (التزلج الريفي) (الإنجليزية)
- كيرسي هيلين على موقع أوليمبيديا (الإنجليزية)